# 2009年アジアユースパラゲームズ
2009年アジアユースパラゲームズ（The 2nd Asian Youth Para Games）は、2009年に開催された第2回アジアユースパラゲームズ。2009年9月10日から13日の日程で日本の東京で開催された。2003年開催のフェスピックユース競技大会香港大会がアジアユースパラゲームズの第1回とされるため、この東京大会は第2回大会とされる。

## 実施競技
- 陸上競技（国立霞ヶ丘競技場）
- ボッチャ（国立オリンピック記念青少年総合センター）
- ゴールボール（国立代々木体育館）
- 水泳（東京辰巳国際水泳場）
- 卓球（国立代々木体育館）
- 車いすテニス（公開競技、東京体育館）